# Rudi Studer

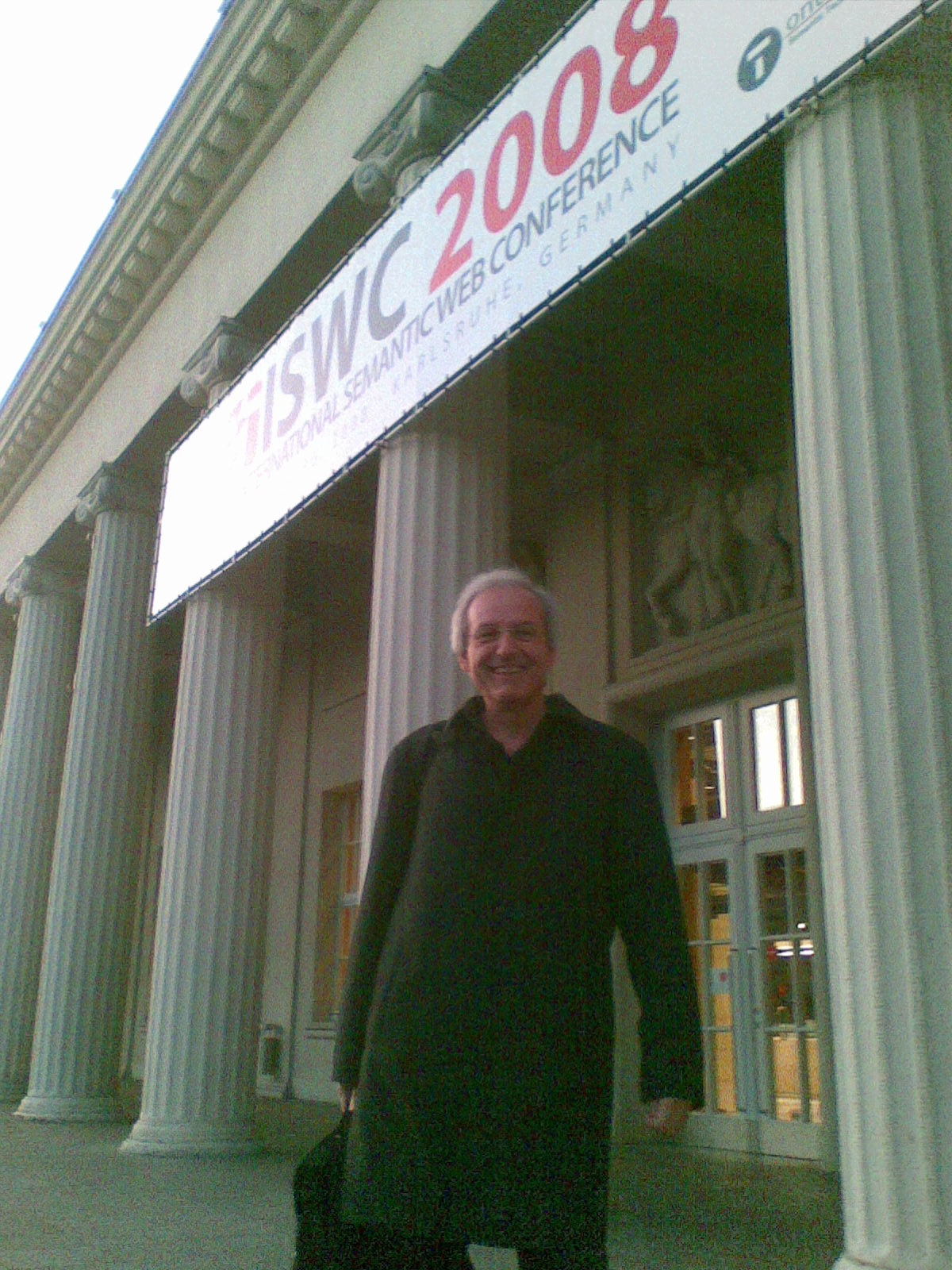
Rudi Studer, 2008

Rudi Studer (* 1951 in Stuttgart) ist ein deutscher Informatiker.
Studer war Professor am Karlsruher Institut für Technologie (an den Instituten AIFB und KSRI), Präsident der Semantic Web Science Association und Fellow von STI International. Er war Direktor im Forschungsbereich Information Process Engineering des FZI Forschungszentrum Informatik. Studer war in zahlreichen Programmkomitees tätig und Mitbegründer des Journal of Web Semantics.

## Leben
Studer erhielt seinen Abschluss 1975 und einen Doktorgrad 1982 an der Informatikfakultät der Universität Stuttgart. Von 1985 bis 1989 war er Projektleiter und Manager am Institut für Wissensbasierte Systeme der IBM Deutschland. Im November 1989 wurde er Professor in Karlsruhe, wo er bis zu seiner Emeritierung 2017 blieb. Während seiner Zeit am Karlsruher Institut für Technologie baute er eine weltweit bekannte Forschungsgruppe auf, die vor allem in den Bereichen Semantic Web, Wissensmanagement, Ontologiemanagement, Daten-und-Text-Mining und Semantic Web Services tätig war. Durch zahlreiche Vorträge und Publikationen in den genannten Gebieten erlangte er einen hohen internationalen Bekanntheitsgrad. Er war auch Mitbegründer der Firma ontoprise GmbH und Koautor des Semantic-Wikipedia-Artikels, welcher zu der Entwicklung von Semantic MediaWiki und Wikidata führte.

## Schriften
- Steffen Staab, Rudi Studer (Hrsg.), Handbook on Ontologies, Springer Verlag, Heidelberg. 2004, vollständig überarbeitete 2. Auflage 2009
- John Davies, Rudi Studer, Paul Warren (Hrsg.), Semantic Web Technologies - trends and research in ontology-based systems, John Wiley & Sons. 2006.
- Rudi Studer, Stephan Grimm, Andreas Abecker (Hrsg.), Semantic web services: concepts, technologies, and applications, Springer Verlag, Heidelberg. 2007.
- Mark A. Musen, Bernd Neumann, Rudi Studer, Intelligent Information Processing, Kluwer Academic Publishers, Boston/Dordrecht/London. 2002.